# Hen Island (Ontario)
Hen Island ist eine kleine kanadische Insel im Eriesee westlich von Pelee Island. Die bewaldete Insel ist annähernd kreisförmig mit einem Durchmesser von etwa 190 m und einer Fläche von 2,8 ha. Sie gehört zum Township of Pelee und ist im Besitz des 1897 von Amerikanern aus Ohio gegründeten Quinnebog Fishing Clubs, der auf ihrer Südseite einen kleinen Hafen und mehrere Gebäude inklusive eines Gästehauses unterhält.
Etwa 2 km südlich der Insel befinden sich Big Chicken Island, Little Chicken Island und Chick Island, die jedoch lediglich kleine Sandbänke anstatt richtiger Inseln sind.
| Hen Island | Hen and Chicken Islands |